# ارزیابی چشم‌انداز

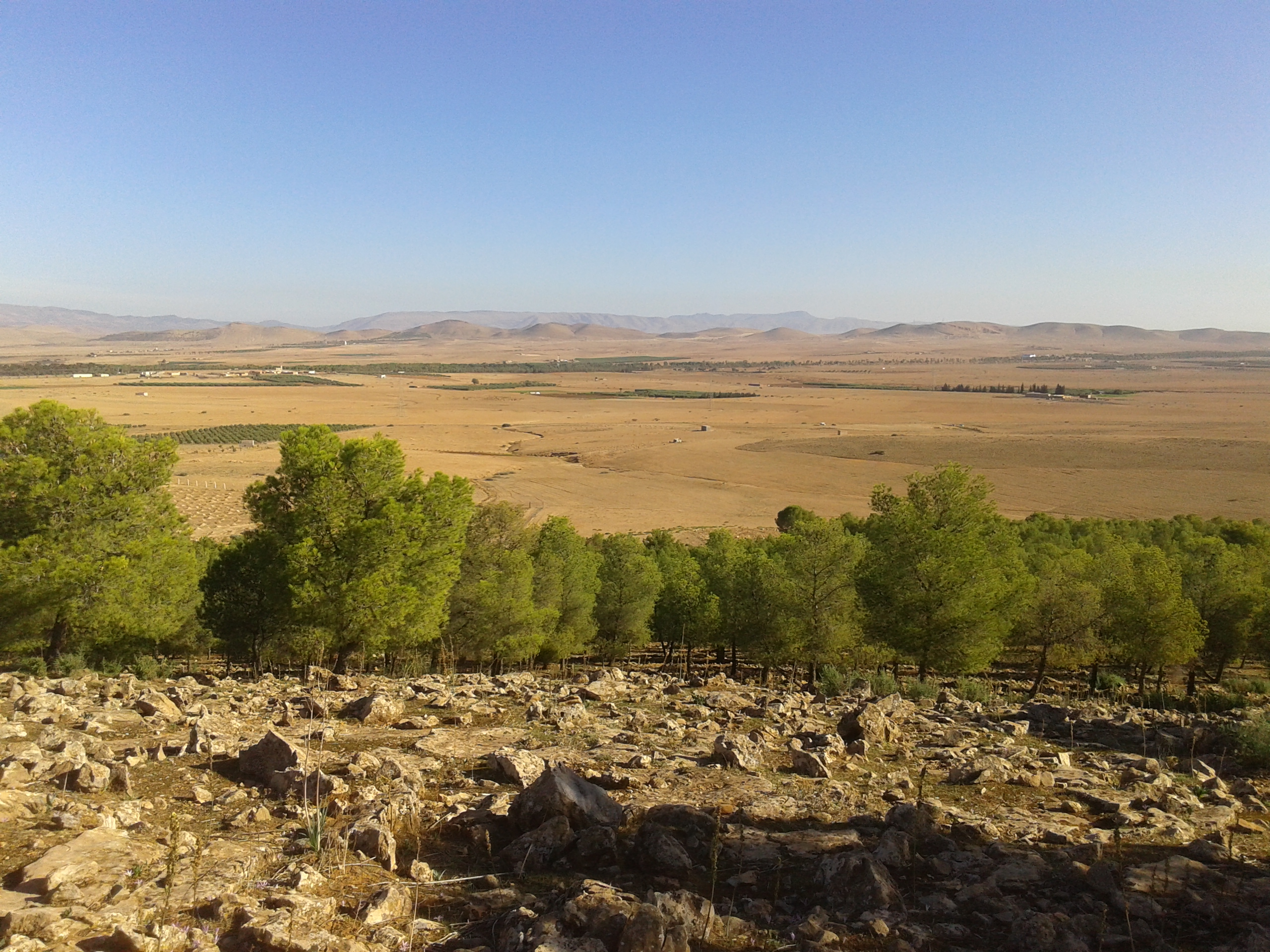
تصاویری از مناظر اطراف شهر العیون، کشور مراکش

ارزیابی چشم‌انداز (به انگلیسی: Landscape assessment) زیرمجموعه‌ای از ارزیابی اثر زیست‌محیطی (EIA) است که به ارزیابی کیفیت چشم‌انداز مربوط می‌شود. کیفیت چشم‌انداز یا به عنوان بخشی از فرایند برنامه‌ریزی استراتژیک یا در ارتباط با توسعه خاصی که بر چشم‌انداز تأثیر می‌گذارد، ارزیابی می‌شود. این روش‌ها به ترتیب به ارزیابی‌ها بر پایهٔ منطقه یا ارزیابی‌های پیشنهادمحور تقسیم می‌شوند. اصطلاح «ارزیابی چشم‌انداز» را می‌توان به معنای ارزیابی دیداری یا ارزیابی شخصیت استفاده کرد. از آنجایی که ارزیابی چشم‌انداز برای کمک به حفظ و ارتقای کالاهای زیست‌محیطی در نظر گرفته شده‌است، معمولاً لازم است که یک ارزیابی کامل از دیدگاه جغرافیایی به عنوان مرحله‌ای از فرایند EIA و برنامه‌ریزی چشم‌انداز داشته باشیم. در طول مراحل اولیه یک پروژه، مانند انتخاب مکان و مفهوم طراحی، معمار چشم‌انداز آغاز به شناسایی مناطق فرصت یا عقب‌مانده می‌کند که ممکن است محدودیت‌هایی ایجاد کند. معمار گزینه‌های جایگزین را برای مقایسه ارزیابی‌های آنها آماده می‌کند و پیشنهادهایی را شناسایی می‌کند که کمترین اثر نامطلوب را بر چشم‌انداز یا نماها می‌دهند. یک متخصص چشم‌انداز با یک تیم طراحی کار می‌کند تا اثر بالقوه را در حین ایجاد یک پیشنهاد پایدار بررسی کند. پس از ایجاد یک طرح پیشنهادی، متخصص چشم‌انداز منظره و جلوه‌های دیداری را که ممکن است رخ دهد شناسایی و توصیف می‌کند و اقدامات کاهشی را پیشنهاد می‌کند تا اثر منفی آنها را کاهش داده و منافع را در صورت وجود به حداکثر برساند.